# Babīte
Babīte è un comune della Lettonia di 8.865 abitanti (dati 2009)

## Geografia antropica

### Suddivisioni amministrative
Il comune è stato istituito nel 2009 ed è formato dalle seguenti unità amministrative:
- Babīte, sede comunale
- Sala